# Rakaia
Rakaia ist ein Ort im Ashburton District der Region Canterbury auf der Südinsel von Neuseeland.

## Geographie
Der Ort befindet sich rund 55 km südwestlich von Christchurch und rund 28 km nordöstlich von Ashburton, in der Ebene der Canterbury Plains und am südlichen Ufer des Rakaia River, der rund 21 km südsüdöstlich in den Pazifischen Ozean mündet.

## Infrastruktur

### Straßenverkehr
Durch Rakaia führt der New Zealand State Highway 1, der den Ort auf direktem Weg mit Ashburton und Christchurch verbindet. Eine untergeordnete Landstraße verläuft westlich in Richtung Ashburton Forks und kreuzt dabei nach rund 31 km den New Zealand State Highway 77, der nach Norden hin Methven anbindet.

### Schienenverkehr
Ebenfalls durch den Ort führt die Eisenbahnstrecke des South Island Main Trunk Railway, die aber in dem Ort keinen Haltepunkt mehr hat. Unmittelbar am Ortsausgang in nordöstlicher Richtung überqueren die beiden mit die längsten Straßen- und Eisenbahnbrücken des Landes das breite Schotterbett des Rakaia River. Beide Brücken sind etwa 1750 Meter lang. Von 1880 bis zu seiner Stilllegung im Jahr 1976 zweigte der Methven Branch in Rakaia vom South Island Main Trunk Railway in Richtung Methven ab.

## Bevölkerung
Zum Zensus des Jahres 2013 zählte der Ort 1113 Einwohner, 18,5 % mehr als zur Volkszählung im Jahr 2006.

## Sport
Im Ort ist ein großer, springender Lachs aus Fiberglas aufgestellt. Dieser weist auf die Bedeutung des Flusses für das Lachs fischen hin. Des Weiteren besitzt der Ort einen 18-Loch-Golfplatz.